# Ньюкомб (Нью-Йорк)
Ньюкомб (англ. Newcomb) — місто (англ. town) в США, в окрузі Ессекс штату Нью-Йорк. Населення — 418 осіб (2020).

### Клімат
| Клімат : Ньюкомб                  | Клімат : Ньюкомб | Клімат : Ньюкомб | Клімат : Ньюкомб | Клімат : Ньюкомб | Клімат : Ньюкомб | Клімат : Ньюкомб | Клімат : Ньюкомб | Клімат : Ньюкомб | Клімат : Ньюкомб | Клімат : Ньюкомб | Клімат : Ньюкомб | Клімат : Ньюкомб | Клімат : Ньюкомб |
| Показник                          | Січ.             | Лют.             | Бер.             | Квіт.            | Трав.            | Черв.            | Лип.             | Серп.            | Вер.             | Жовт.            | Лист.            | Груд.            | Рік              |
| Абсолютний максимум, °C           | 15,0             | 15,0             | 25,6             | 31,1             | 31,1             | 33,3             | 33,9             | 34,4             | 32,8             | 26,7             | 20,6             | 16,7             | 34,4             |
| Середній максимум, °C             | −3,7             | −2               | 3,3              | 10,8             | 17,9             | 22,3             | 24,3             | 23,4             | 19,1             | 12,4             | 5,1              | −1,4             | 11,0             |
| Середній мінімум, °C              | −14,9            | −15,1            | −9,8             | −1,9             | 4,1              | 9,7              | 11,9             | 11,2             | 7,1              | 0,9              | −4               | −11,4            | −1               |
| Абсолютний мінімум, °C            | −36,7            | −36,1            | −35              | −19,4            | −7,2             | −3,9             | −0,6             | −1,1             | −3,9             | −11,1            | −21,7            | −35              | −36,7            |
| Норма опадів, мм                  | 76               | 66               | 72               | 80               | 98               | 98               | 96               | 100              | 99               | 105              | 95               | 89               | 1073             |
| Днів з опадами                    | 17,6             | 13,4             | 13,0             | 12,7             | 13,6             | 13,5             | 12,4             | 12,6             | 12,1             | 13,6             | 14,8             | 17,4             | 166,7            |
| Днів зі снігом                    | 15,4             | 11,1             | 8,4              | 3,5              | 0,1              | 0                | 0                | 0                | 0                | 0,9              | 6,0              | 14,2             | 59,7             |
| --------------------------------- | ---------------- | ---------------- | ---------------- | ---------------- | ---------------- | ---------------- | ---------------- | ---------------- | ---------------- | ---------------- | ---------------- | ---------------- | ---------------- |
| Джерело: NOAA (normals 1981−2010) |                  |                  |                  |                  |                  |                  |                  |                  |                  |                  |                  |                  |                  |

## Демографія
Згідно з переписом 2010 року, у місті мешкало 436 осіб у 207 домогосподарствах у складі 117 родин. Було 703 помешкання
Расовий склад населення:
| - 98,6 % — білих - 0,5 % — азіатів - 0,2 % — корінних американців |

До двох чи більше рас належало 0,5 %. Частка іспаномовних становила 1,1 % від усіх жителів.
За віковим діапазоном населення розподілялося таким чином: 17,0 % — особи молодші 18 років, 48,6 % — особи у віці 18—64 років, 34,4 % — особи у віці 65 років та старші. Медіана віку мешканця становила 55,3 року. На 100 осіб жіночої статі у місті припадало 102,8 чоловіків;  на 100 жінок у віці від 18 років та старших — 102,2 чоловіків також старших 18 років.
Середній дохід на одне домашнє господарство  становив 56 897 доларів США (медіана — 46 500), а середній дохід на одну сім'ю — 67 254 долари (медіана — 56 667). Медіана доходів становила 65 469 доларів для чоловіків та 39 000 доларів для жінок. За межею бідності перебувало 8,0 % осіб, у тому числі 24,5 % дітей у віці до 18 років та 5,4 % осіб у віці 65 років та старших.
Цивільне працевлаштоване населення становило 190 осіб. Основні галузі зайнятості: освіта, охорона здоров'я та соціальна допомога — 26,8 %, будівництво — 17,4 %, мистецтво, розваги та відпочинок — 15,3 %.